# Stadion Olimpijski w Seulu
Seoul Olympic Stadium, znany także jako Jamsil Olympic Stadium – stadion w Seulu, w Korei Południowej. Był głównym obiektem zbudowanym na Letnie Igrzyska Olimpijskie 1988 oraz 10. Igrzyska Azjatyckie w 1986 roku. Jest centralnym punktem Jamsil Sports Complex w Songpa-gu District, w południowo-wschodniej części miasta na południe od rzeki Han.

## Projekt i budowa
Stadion został zaprojektowany przez Kim Swoo-geun. Linie profilu stadionu imitują eleganckie krzywe wazy porcelanowej koreańskiej dynastii Joseon. Fotele widzów są rozmieszczone na dwóch poziomach, całkowicie pokryte. Początkowo zbudowany o pojemności około 100 000, dziś posiada 69 950 miejsc.
Przed przystąpieniem do jego budowy, w Seulu największymi stadionami były Dongdaemun Stadium i Hyochang Stadium, o pojemność odpowiednio 30 000 i 20 000. Obiekty te uznano za zbyt małe, aby przyciągać światowej klasy wydarzenia sportowe. Budowa nowego stadionu rozpoczęła się w 1977 roku w celu organizacji Igrzysk Azjatyckich w 1986 roku. Jednak, gdy Seulowi przyznano Igrzyska XXIV Olimpiady we wrześniu 1981 roku, ten stadion stał się centralnym obiektem Igrzysk.

## Sport
Stadion otwarto w dniu 29 września 1984 roku i służył jako miejsce 10. Igrzysk Azjatyckich dwa lata później, oraz Igrzyska Olimpijskie w 1988 roku. W 1992 roku rozegrano na nim także 4. Mistrzostwa Świata Juniorów w Lekkoatletyce. W latach 2007–2009 był wykorzystywany przez klub piłkarski Seul United jako domowy obiekt.
Podczas Igrzysk na stadionie odbyły się ceremonie otwarcia i zamknięcia, zawody lekkoatletyczne oraz finały rozgrywek piłkarskich i jeździeckich.

## Koncerty
Od olimpiady stadion gościł wiele wydarzeń artystycznych, uzyskał rozgłos, jako miejsce koncertów gwiazd światowej muzyki dla Koreańczyków, jak również miejscowych artystów.

## Największe koncerty
| Data                    | Artysta/Zespół  | Liczba widzów |
| ----------------------- | --------------- | ------------- |
| 11–13 października 1996 | Michael Jackson | 135 000       |
| 25 czerwca 1999         | Michael Jackson | 70 000        |
| 7 października 2000     | Ricky Martin    | –             |
| 2 kwietnia 2002         | Roger Waters    | –             |
| 2004                    | Elton John      | 25 000        |
| 15 sierpnia 2006        | Metallica       | –             |
| 27 kwietnia 2012        | Lady Gaga       | 51 684        |
| 27 i 28 maja 2017       | EXO             | 85 000        |
| 25 i 26 sierpnia 2018   | BTS             | 90 000        |